# علي تتر
الدكتور علي تتر توفيق نيروي، المعروف باسم علي تتر (بالكردية: عەلی تەتەر، روماني: Elî Teter Tewfîq Mihemed Emîn)، وُلد في 15 أكتوبر 1968 في مدينة العمادية. هو سياسي كردي عراقي ينتمي إلى الحزب الديمقراطي الكردستاني (K.D.P)، ويشغل حالياً منصب محافظ دهوك.

## الحياة المبكرة والتعليم
وُلد علي تتر في 15 أكتوبر 1968 في ناحية نيروا-ريكان التابعة لقضاء العمادية. تم تهجيره مع عائلته إلى إيران خلال الصراع الكردي، حيث كانوا يقاتلون من أجل حقوقهم باستمرار منذ عام 1975 حتى عام 1992، حين تمكّن أخيرًا من العودة إلى كردستان. في وقت لاحق، تم سجن علي من قبل النظام العراقي بسبب الأفعال التي قام بها خلال انضمامه إلى قوات التحرير الكردية في عام 1989. انضم تتر إلى قوات التحرير الكردية في عام 1989، وظل سجينًا لدى القوات العراقية لفترة من الزمن.
حصل تتر على شهادة بكالوريوس في التاريخ من كلية الآداب في جامعة دهوك، ثم أكمل دراسته وحصل على درجة الماجستير في التاريخ الحديث والمعاصر، وفي عام 2008 حصل على درجة الدكتوراه.
في عام 2012 أصبح أستاذًا مساعدًا في جامعة دهوك، وفي عام 2018 تم ترقيته إلى أستاذ كامل. كما أنه عضو في مجلس الأمناء في الجامعة الأمريكية في كردستان

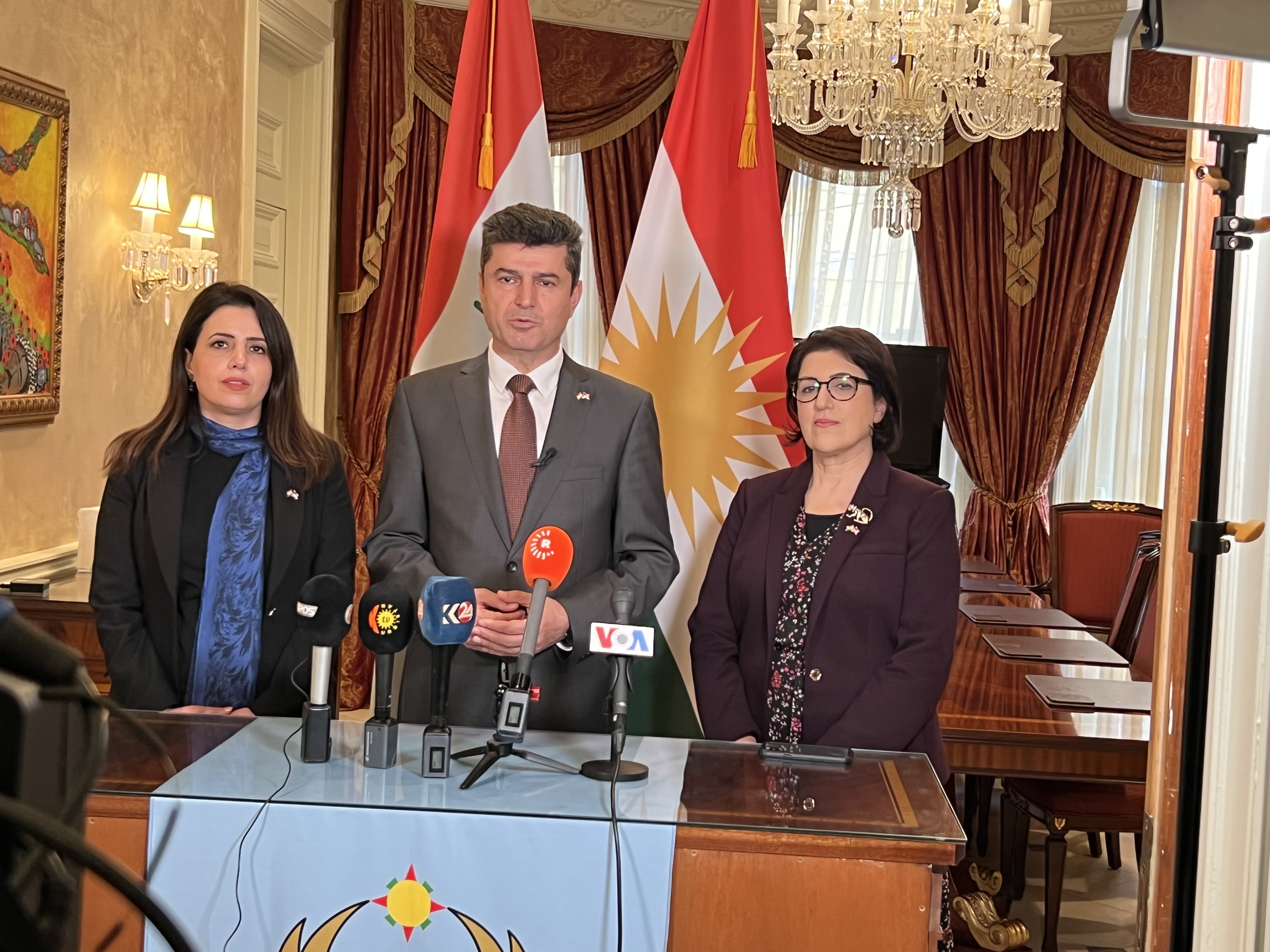
زيارة وفد محافظة دهوك برئاسة محافظ دهوك، الدكتور علي تتر، إلى الولايات المتحدة الأمريكية.

## المسيرة المهنية
كان تتر مديرًا عامًا لوحدة الاستخبارات في محافظة دهوك بين عامي 2002 و2011، وشغل عدة مناصب ضمن الحزب الديمقراطي الكردستاني قبل أن يتولى منصب محافظ دهوك بتعيين من رئيس الوزراء مسرور بارزاني في عام 2020